# Lindsay Symon
Lindsay Symon (* 4. November 1929 in Aberdeen; † 2. Dezember 2019) war ein schottischer Neurochirurg.

## Werdegang
Symon besuchte die Aberdeen Grammar School und studierte an der Universität Aberdeen mit dem Abschluss 1951. Als Schüler und Student gewann er Preise, so bei seinem Abschluss den Lyon Preis als bester Medizinstudent seines Jahrgangs. Seine Dissertation war über die Ursachen und Behandlung von Migräne und gewann den Fulton Prize für Neurologie. Er absolvierte seine klinische Ausbildung zunächst an der Royal Infirmary in Aberdeen, wo er House Officer war (sowohl in Chirurgie als auch in Medizin). Mehrere Jahre diente er im Royal Army Medical Corps als Chirurg und war dann in Aberdeen Research Fellow in Chirurgie und danach Registrar. Er forschte am National Institute of Medical Research bei William Feldberg und war dann Assistent und schließlich Registrar bei Valentine Logue am Maida Vale Hospital for Nervous Diseases in London. Ab 1965 war er Consultant an den National Hospitals in London (wozu auch das Maida Vale gehört). Außerdem war er mit einem Rockefeller-Stipendium an der Wayne State University bei John Sterling Meyer. Er baute neben seiner Tätigkeit als Neurochirurg eine Forschungsgruppe am National Hospital am Queen’s  Square in London auf, wo er 1978 Professor (Universität London) wurde. Dort baute er auch ein in Großbritannien führendes neurochirurgisches Ausbildungszentrum auf. 1981 bis zum Ruhestand 1995 war er Senior Surgeon bei der National Hospital Group. Außerdem war er Honorary Consultant mehrerer anderer englischer Krankenhäuser und war Adjunct Professor an der Southwestern Medical School in Dallas in Texas.
Er forschte insbesondere über Blutzirkulation im Gehirn und den Stoffwechsel des Gehirns.
1998 erhielt er die Otfrid-Foerster-Medaille der Deutschen Gesellschaft für Neurochirurgie, deren Ehrenmitglied er seit 1991 war. 1988 war er Ehrengast des Congress of Neurological Surgeons. Er erhielt den John Hunter Award des Royal College of Surgeons und war Fellow des Royal College of Surgeons in London und Edinburgh. Der Ukrainischen Akademie der Wissenschaften gehörte er als auswärtiges Mitglied an. Er war Freeman der Stadt London. 1989 bis 1993 war er Präsident der  World Federation of Neurosurgical Societies und 1975 bis 1979 Vizepräsident der European Association of Neurosurgical Societies.
1993 erhielt er den Zülch-Preis für Arbeiten zum Ischämischen Schlaganfall. Er veröffentlichte auch über Neurochirurgie bei  Neuromen am Gehörnerv, Aneurysmen, Kraniopharyngeom und die Nutzung Evozierter Potentiale in Klinik und Labor.
Er war mit Pauline Rowland verheiratet, die er in Österreich traf (als Mitglied einer mobilen neurochirurgischen Einheit der britischen Armee), und hat mit ihr drei Kinder.
Er war 1972 einer der Gründer und 1984 bis 1994 Herausgeber von Advances and Technical Standards in Neurosurgery. Er war CBE.